# فنادق فور سيزونز
فنادق فور سيزونز هي سلسلة فنادق عالمية كندية المنشأ. تأسست عام 1960 وافتتحت أولى فنادقها عام 1961 في تورنتو بأونتاريو، كندا. تدير 78 فندقاً في 32 دولة حول العالم، وتعتبر سلسلة من الفنادق الفخمة ذات الخمس نجوم.

## الفروع

### مصر

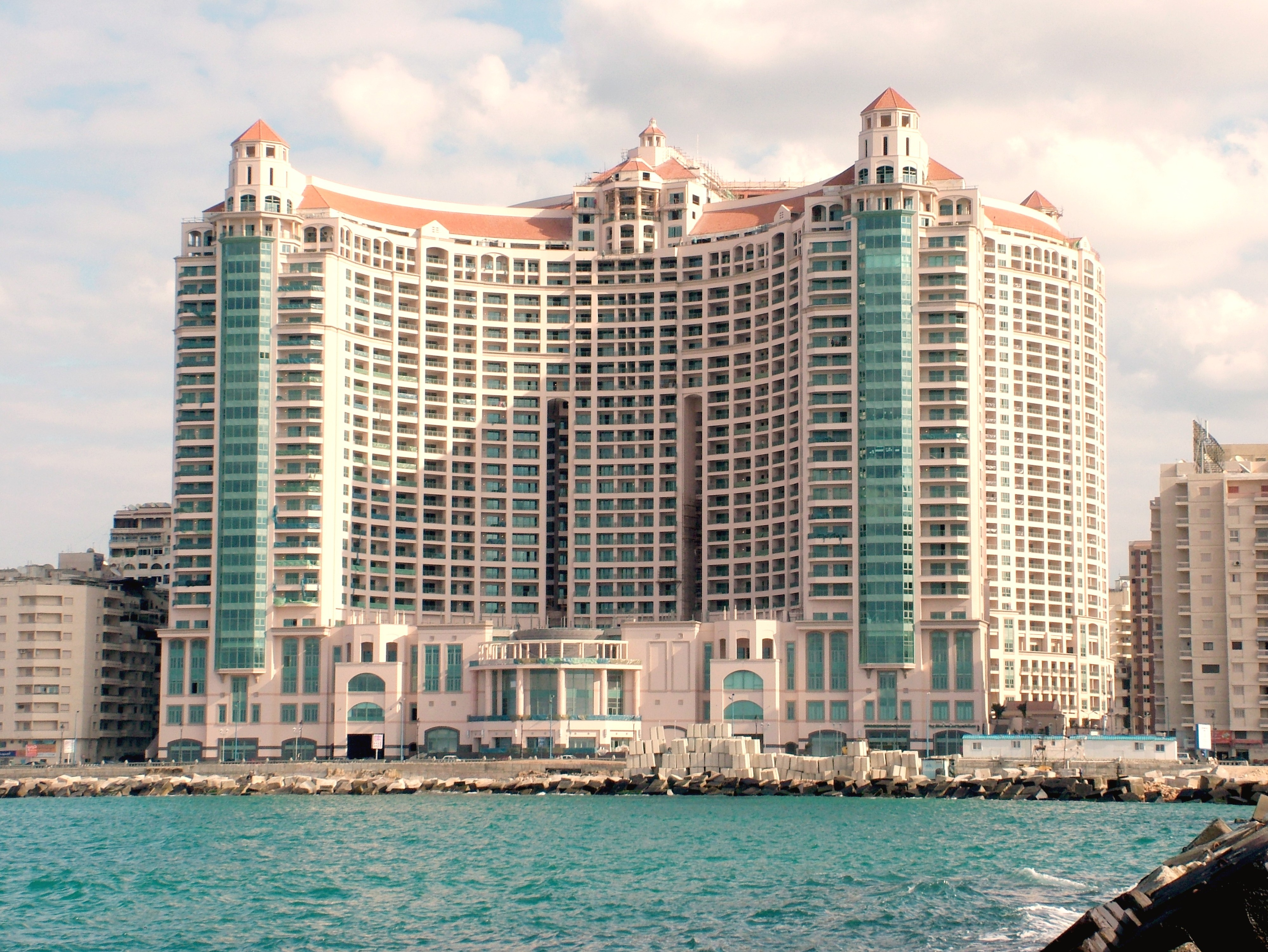
فور سيزونز الإسكندرية، مصر

يوجد في القاهرة فندق فور سيزونز نايل بلازا، ويطل على منظر جميل على النيل، ويوجد أيضاً في الجيزة فندق فور سيزونز فيرست ريزيدانس والذي يطل على النيل من جهة وحديقة حيوانات الجيزة من جهة أخرى. فندق فور سيزونز شرم الشيخ. كما يوجد في الإسكندرية فندق فور سيزونس سان ستيفانو والذي يطل على شاطئ البحر المتوسط مباشرة.

### السعودية
يوجد الفندق في برج المملكة في العاصمة الرياض.

### سوريا

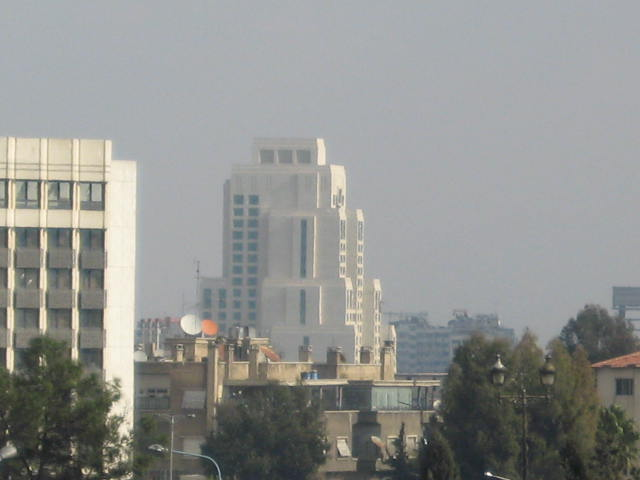
الفندق في دمشق

يوجد الفندق في دمشق وقد افتتح عام 2005، ويطل الفندق على جبل قاسيون من جهة وعلى وسط المدينة في إطلالة مميزة.

### ماليزيا
يوجد فندق فور سيزونز ريزورت في شمال جزيرة لنكاوي وسط غابات تانجونج الساحرة.

### الأردن
يوجد فندق فور سيزونز في منطقة الدوار الخامس.

### البحرين
يوجد فندق فندق فور سيزونز في خليج البحرين في المنامة.

## المستثمرين
- الوليد بن طلال : الأمير ورجل الأعمال السعودي مدير إدارة شركة المملكة القابضة.[2] وبيل غيتس: مدير شركة مايكروسوفت.[2] يمتلكان 95 % من الشركة.[2]
- أيزادور شارب: مؤسس الشركة. يمتلك 5%.[2]

## وصلات خارجية
- الموقع الرسمي